# Ga Ninh Hòa
Ga Ninh Hòa là một nhà ga xe lửa trên tuyến đường sắt Bắc Nam thuộc địa phận tỉnh Khánh Hoà, tiếp nối sau ga Hoà Huỳnh và trước ga Phong Thạnh. Ga tọa lạc tại tổ dân phố 3, phường Ninh Hiệp, thị xã Ninh Hòa.
Ga Ninh Hoà cách ga Tuy Hoà 83 km về phía bắc, cách ga Giã 26,5 km về phía bắc và cách ga Nha Trang 34 km về phía nam. Lý trình ga: Km 1280 + 560.